# Tanel Tein

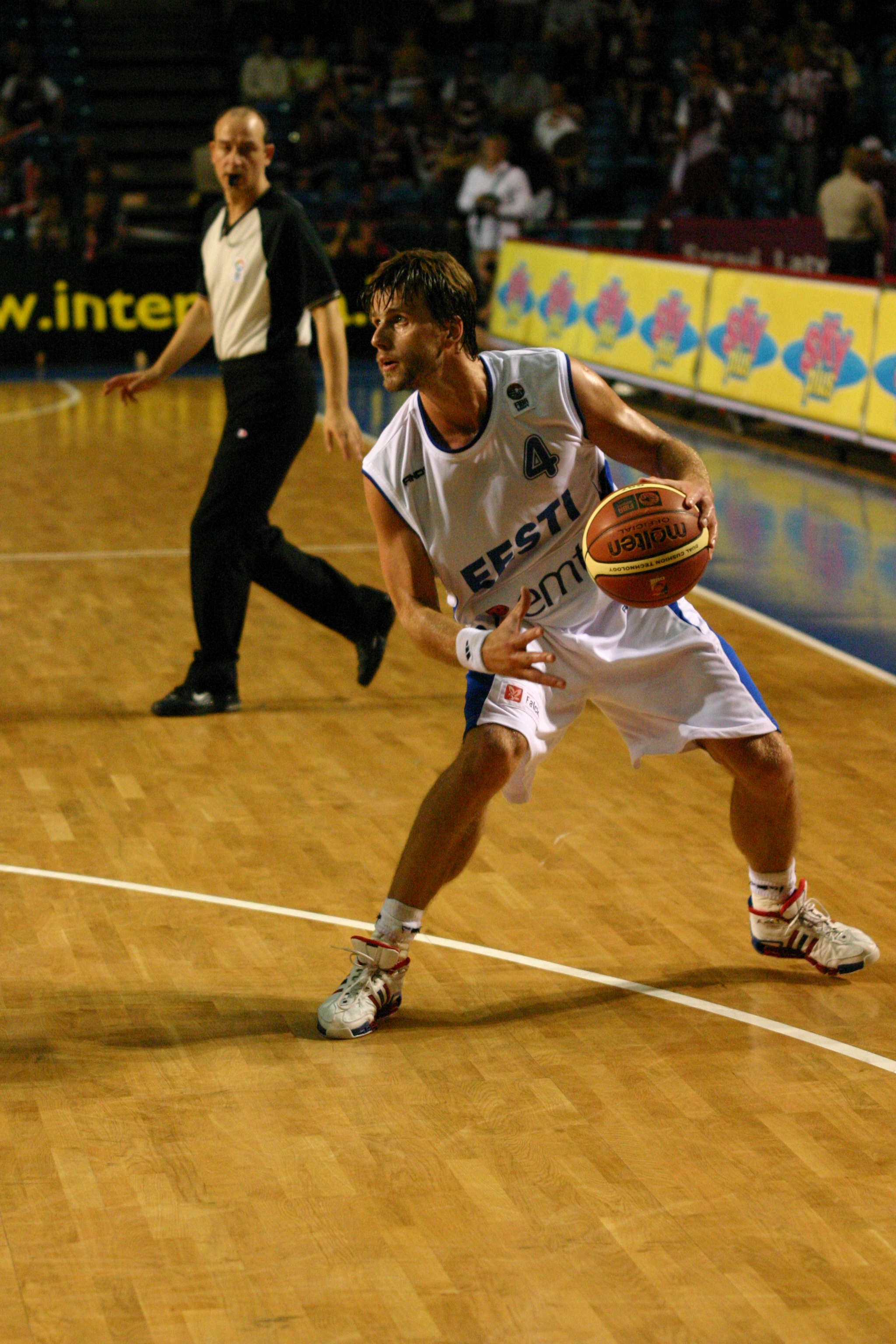
Tanel Tein (2006)

Tanel Tein (* 10. Januar 1978 in Tartu) ist ein ehemaliger estnischer Basketballspieler.
Seit 1998 (als 20-Jähriger) spielte Tein in der estnischen Nationalmannschaft. Nach einigen Jahren in Estland spielte er als Shooting Guard für die polnische Mannschaft Śląsk Wrocław. In der Saison 2004/05 trat er für Alba Berlin an, konnte die Erwartungen (u. a. als sicherer Dreipunkte-Schütze) aber nicht ganz erfüllen.

## Auszeichnungen und Erfolge
- 1998, 1999, 2000 Estlands bester Nachwuchsspieler
- 2000, 2001 Estnischer Meister mit seinem Heimatclub Delta Tartu
- 2002 Estnischer Pokalfinalist und Vizemeister mit Tartu Rock
- 2001, 2002 MVP der EKKA League
- 2004 Polnischer Pokalsieger und Vizemeister mit Slask Wrocław